# The Shorts
The Shorts war eine vierköpfige niederländische Teenager-Gruppe, deren Pop- und Schlagermusik Anfang der 1980er Jahre in ihrer Heimat, aber auch in Deutschland kurzzeitig erfolgreich war.

## Geschichte
Die 1976 von Manager und Komponist Eddy De Heer als Kinderband ins Leben gerufene Gruppe bestand aus Hans Van Vondelen (Gesang), Erik De Wildt (Keyboard), Hans Stokkermans (E-Bass) und Peter Wezenbeek (Schlagzeug). Der ursprüngliche Name der Band lautete „De Bliksemafleiders“. 1981 erschien mit Don’t Wanna Do It eine erste, wenig beachtete Single.
Ihr größter Hit war der 1983 erschienene Titel Comment ça va. Die Musik und der niederländische Originaltext stammten von Eddy de Heer, die deutsche Textfassung von Bernd Meinunger; der Produzent war Jack Jersey. Für diese Produktion bekam Jersey 1983 den Conamus Exportpreis. In den Niederlanden eine Nummer eins, konnte sich der Titel in Deutschland 1983 20 Wochen in den Singlecharts halten und erreichte als Höchstposition Platz fünf. Mit Je suis, tu es gelang ihnen ein weiterer Top-40-Erfolg in Deutschland. Mit beiden Liedern traten The Shorts auch in der ZDF Hitparade auf und erreichten jeweils Platz zwei.
Mit weiteren Titeln, von denen die meisten in niederländischer Sprache aufgenommen wurden, konnten The Shorts diesen Erfolg nicht wiederholen. 1987 löste sich die Gruppe auf.

## Mitglieder
- Hans van Vondelen (* 30. Juli 1965 in Delft)
- Erik de Wildt (* 2. November 1966 in Dordrecht)
- Hans Stokkermans (* 3. Mai 1966 in Leiden)
- Peter Wezenbeek (* 26. Juni 1966 in Haarlem)

## Diskografie

### Alben
- 1983: Comment ça va
- 1987: M’n laatste concert

### Singles
- 1983: Comment ça va
- 1983: Je suis, tu es
- 1983: Annabelle
- 1984: Tschüss

## Auszeichnungen für Musikverkäufe
| Platin-Schallplatte - Frankreich - 1983: für die Single Comment ça va |

Anmerkung: Auszeichnungen in Ländern aus den Charttabellen bzw. Chartboxen sind in ebendiesen zu finden.
| Land/RegionAuszeichnungen für Musikverkäufe (Land/Region, Auszeichnungen, Verkäufe, Quellen) | Gold  | Platin  | Verkäufe  | Quellen     |
| -------------------------------------------------------------------------------------------- | ----- | ------- | --------- | ----------- |
| Frankreich (SNEP)                                                                            | —     | Platin1 | 1.000.000 | infodisc.fr |
| Niederlande (NVPI)                                                                           | Gold1 | —       | 100.000   | nvpi.nl     |
| Insgesamt                                                                                    | Gold1 | Platin1 |           |             |